# Opabinia
Opabinia är ett utdött ryggradslöst djur som tillhörde Burgess Shale-faunan och levde under mellersta kambrium. Den var mjukkroppad men med ett hårt yttre skal. Den kunde bli ungefär 8 centimeter lång. Den hade ett ovanligt utseende, med fem stycken ögon på huvudet. På huvudets framsida fanns en utväxt som liknade en snabel.
Den levde antagligen bland lösa sediment på havsbotten. och rörde sig med hjälp av lober på sidan av kroppen. Den fångade sina byten med en snabel som satt frampå på huvudet och drog upp det mot sin mun, ungefär som elefanter gör idag. Den kan också ha använts till att fånga maskar.
Det är osäkert vilken högre djurgrupp denna organism tillhörde. Klassningen som stam Problematica betyder just att stammen är okänd/problematisk.  När den första ingående undersökningen gjordes 1975 och dess ovanliga drag upptäcktes, troddes den inte ha något släktband till några kända stammar, fast möjligen relaterade till en hypotetisk anfader till leddjuren eller ringmaskarna och ledmaskarna. Den har också klassats bland klomaskarna.. Andra fynd, som Anomalocaris antyder ett Opabinia tillhör en grupp av djur som var nära besläktat med anfäderna till leddjuren.